# Alternanza di fase nucleare

Ciclo sessuale in cui in rosso abbiamo l'aplofase e in blu la diplofase. Per la sua brevità, la dicariofase non è nemmeno considerata, ma si trova fra la punta della freccia rossa e la coda di quella blu.

Per alternanza di fase nucleare si intende un processo presente in una specie eucariotica, in cui abbiamo il cambiamento della ploidia durante il ciclo vitale di una specie. È riassumibile in tre fasi delimitate da altrettanti passaggi tra una fase e l'altra.
- Diplofase
  - meiosi
- Aplofase
  - Plasmogamia
- Dicariofase
  - Cariogamia

Ogni fase ha una differente durata a seconda della specie. Ad esempio, nella maggior parte degli organismi, la plasmogamia e la cariogamia sono due fasi di uno stesso processo chiamato fecondazione, (che quindi dura appena il tempo dell'incontro dei due nuclei all'interno dell'ovulo), o singamia, ma nei funghi, la dicariofase tra questi due passaggi, può essere molto lunga. Da notare inoltre che aplofase e diplofase di solito vengono usati in botanica per definire i vari stati dei cicli vitali delle diverse piante, ma in questo contesto sono applicati in maniera generalistica a tutti gli organismi, sia microorganismi sia funghi sia animali sia piante.

## Diplofase
Fase 2n (diploide), in cui l'organismo ha due set di materiale genetico identico. Comincia con la cariogamia e finisce con la meiosi. Questa fase può (ma non in tutte le specie) prevedere divisioni mitotiche che formano un individuo pluricellulare diploide (vedi differenza fra ciclo aplonte e diplonte ad esempio). L'organismo che ne segue, in alcuni casi, può anche riprodursi asessualmente. Ad un certo punto del suo ciclo vitale però, alcune cellule (o l'unica cellula appunto) vanno incontro a meiosi, producendo dei gameti che danno inizio all'aplofase.

### Meiosi
Consiste nella generazione di 4 cellule aploidi da 1 cellula diploide. In alcuni organsimi (es. animali) queste sono o diventano i gameti

## Aplofase
Fase n (aploide), in cui l'organismo ha un solo set di materiale genetico. Comincia con la meiosi e finisce con la plasmogamia. Questa fase può prevedere (ma non sempre) successive mitosi che portano ad un individuo pluricellulare. La lunghezza di questa fase è brevissima nel caso degli animali (si pensi alla vita di uno spermatozoo), ma può essere lunga o anche molto lunga nelle piante, nei funghi e in altri organismi.

### Plasmogamia
Consiste nella fusione del contenuto cellulare (citosol) dei due gameti. Normalmente immediatamente dopo la plasmogamia avviene la cariogamia, quindi la dicariofase è brevissima, ma in alcuni organismi (ad esempio ascomiceti e basidiomiceti) la cariogamia è ritardata.

## Dicariofase
Fase n+n (dicariotica), in cui l'organismo ha due set di materiale genetico separati nello spazio cellulare (dura pochissimo nella maggior parte degli organismi). Comincia con la plasmogamia e finisce con la cariogamia. Questa fase comprende tutte le cellule, nel ciclo di vita di un organismo, che possiedono due nuclei. Anche in questa fase, in alcune specie possono avvenire divisioni mitotiche, che porteranno alla formazione di un individuo le cui cellule sono binucleate (dette zeugidi o gonotoconti). Che siano o meno avvenute divisioni mitotiche, comunque, ad un certo punto, nella cellula (o in alcune cellule dell'organismo pluricellulare) avviene la cariogamia, che dà inizio alla diplofase.

### Cariogamia
Consiste nella fusione dei due nuclei aploidi in una cellula in dicariofase. Si forma così una cellula con un solo nucleo diploide, che dà inizio alla diplofase.